# Bittó István
Sárosfai és nádasdi Bittó István (Sárosfa (Pozsony vármegye), 1822. május 3. – Budapest, 1903. március 8.), magyar arisztokrata politikus, országgyűlési képviselő, valóságos belső titkos tanácsos, az Andrássy- majd Lónyay-kormányok igazságügy-minisztere, a Képviselőház elnöke, majd a Magyar Királyság miniszterelnöke 1874 és 1875 között.

## Életpályája
Sárosfán, Pozsony vármegyében született sárosfai Bittó Benjámin (1786–1844), Pozsony vármegye alispánja, és lidértejedi Nagy Júlia (1795–1868) fiaként. Hivatalnoki pályafutását Moson megyében kezdte. 1848-ban országgyűlési képviselőnek választották, emiatt a szabadságharc leverése után bujdosni kényszerült. 1851-ben tért haza, és Somogy megyébe költözött, ahol visszavonultan élt. 1865-ben a szigetvári kerület képviselője lett, majd 1869-ben Abrudbányán választották meg. Elnyerte Deák Ferenc bizalmát is.
1871 és 1872 között az Andrássy-kormány, majd a Lónyay-kormány igazságügyi minisztere volt. Még ez utóbbi bukása előtt lemondott, és 1872-től 1874-ig a képviselőházi elnök tisztségét töltötte be.
1874. március 24-én kapott megbízatást kormányalakításra. Ez volt az utolsó kísérlet a Deák-párt alapján való kormányalakításra. Mivel a párton belül Lónyay és Sennyey voltak a legnépszerűbbek, Bittó helyzete nem volt könnyű. Amikor azután Tisza Kálmán 1875. február 3-án bejelentette, hogy pártok alakulásának van közjogi alapja, megkezdődött ez a folyamat, – másrészt véget ért Bittó István kormányzati szerepe. Ő az egyetlen volt miniszterelnök, aki nyíltan az ellenzékhez csatlakozott. 1884-ig volt képviselő a Mérsékelt Ellenzék színeiben, majd átmenetileg visszavonult a politikától. 1899-ben kinevezték a főrendiház tagjává, ahol haláláig aktív maradt.

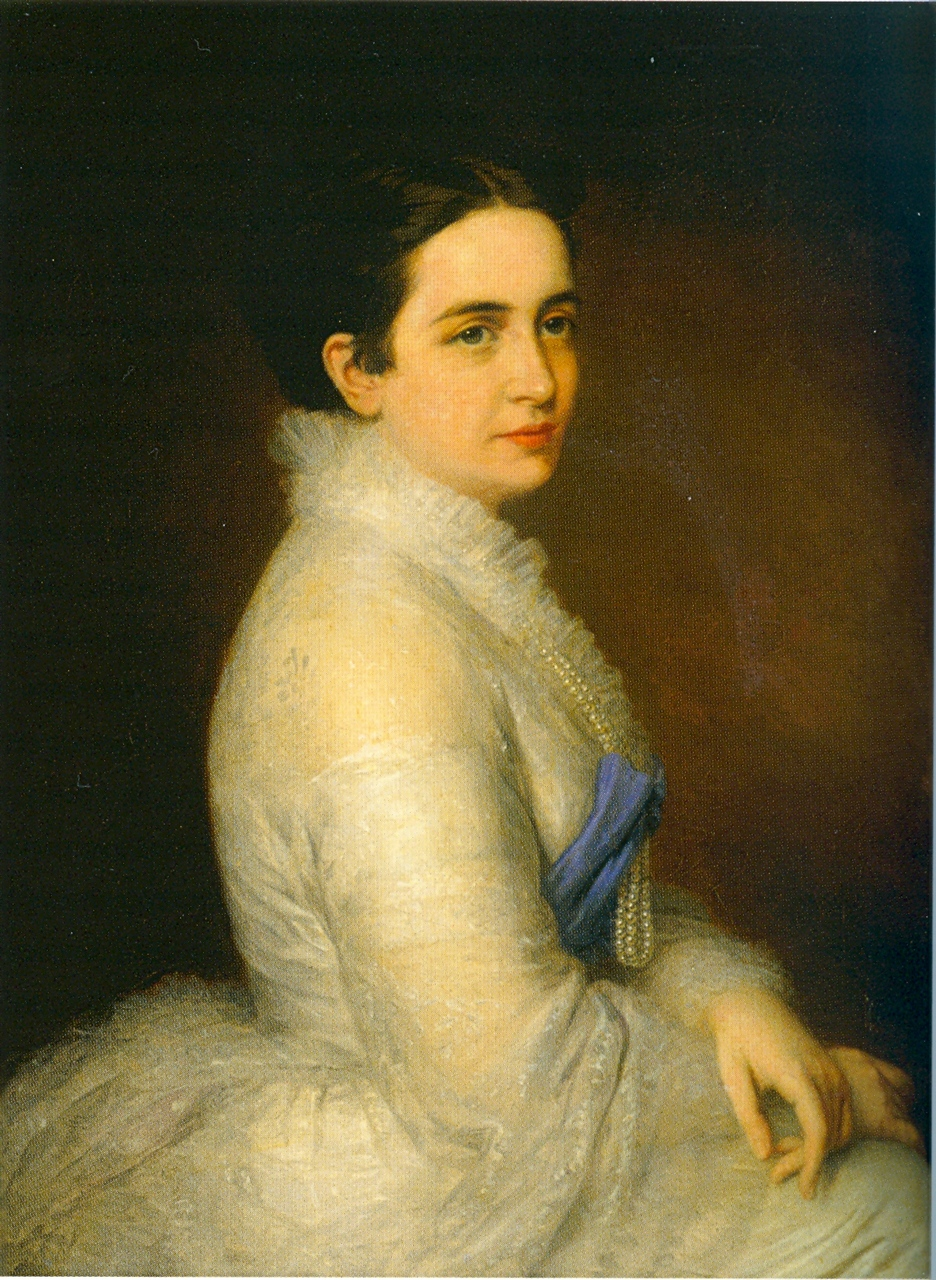
Felesége Bittó Irma, Barabás Miklós híres portréján

Bittó István feleségül vette nádasdi és sárosfalvi Bittó Irmát (1839–1921), nádasdi és sárosfalvi Bittó Ferenc (1812–1866) és zsénai Markovits Mária (1820–1903) lányát.
Barabás Miklós 1874-ben megfestette Bittó Istvánné méltán nagy sikert aratott arcképét, amely a magyar festészet egyik legszebb-legismertebb portréja, a Magyar Nemzeti Galéria őrzi. A művész 1875-ben megfestette Bittó István arcképét is.

## További információ
- Eötvös Károly: Bittó István a főrendiházban. In: Eötvös Károly munkái V. Magyar alakok. Bp, 1901. 187-194. old. Online
- Végh Magdolna 2018: Bittó István - Egy csallóközi származású magyar miniszterelnök történelmi portréja. Eruditio - Educatio 13/4, 33-54.

| Elődje: Szlávy József | Magyarország miniszterelnöke 1874–1875 | Utódja: Wenckheim Béla |